# The Tokyo Showdown
The Tokyo Showdown ist das erste Live-Album der schwedischen Metal-Band In Flames. Es erschien im September 2001 via Nuclear Blast.

## Entstehung
The Tokyo Showdown wurde im November 2000 während der Japan-Tour von In Flames zum Album Clayman bei der Show in Tokio aufgenommen. Bei ihrer Darbietung von Scorn bauten sie ein kleines Cover von Raining Blood, einem der bekanntesten Songs der Thrash-Metal-Band Slayer, ein. Allerdings wurde nur ein Stück von dem Album The Jester Race von 1995 gespielt.

## Rezeption
Auf Laut.de schrieb Michael Edele, zwar spielten In Flames live sehr gut, aber bei diesem Live-Album rieche „es schwer nach Nachbearbeitung bis zum Abwinken“. Er stellte die Frage, wer so eine Platte braucht, vergab aber „als Kompromiss“ drei von fünf Sternen. William York von AllMusic fand, dass The Tokyo Showdown einen guten Eindruck gebe, warum In Flames eine so breite Zustimmung unter den Metal-Fans fänden. Er nannte den Klang „klar und ausgewogen für einen Live-Auftritt“. Das Album sei nicht völlig essenziell, er empfahl es aber Fans der Band.

## Titelliste
1. Bullet Ride – 4:41
2. Embody the Invisible – 3:42
3. Jotun – 3:33
4. Food for the Gods – 4:24
5. Moonshield – 4:25
6. Clayman – 3:36
7. Swim – 3:21
8. Behind Space 3:52
9. Only for the Weak – 4:31
10. Gyroscope – 3:25
11. Scorn – 3:50
12. Ordinary Story – 4:15
13. Pinball Map – 4:33
14. Colony – 4:47
15. Episode 666 – 3:37

## Bonus-CD
Auf der LP-Version und auf der 2-CD-Version sind fünf weitere Titel enthalten.
1. Clad in Shadows '99 – 2:24
2. Strong and Smart – 2:33
3. Man Made God – 4:11
4. Behind Space – 3:37
5. Goliaths Disarm Their Davids – 4:55